# روزتا استون
روزتا استون (انگلیسی: Rosetta Stone) شرکت نرم‌افزار آمریکایی است، که در سال ۱۹۹۲ تأسیس شد.